# 幸運女神
《幸運女神》是日本漫畫家藤島康介所創作的日本漫畫作品。於《月刊Afternoon》1988年11月号到2014年6月号期間進行連載。單行本全48卷。以及根據原作改編的動畫。系列漫畫的發行量已超過2500萬本。由於從1988年連載到2014年長達將近25年，因此畫風不斷進行變更，從較早期可愛型畫風到中期成為大眾型畫風、至晚期畫風到2014年截止成為偏少女型畫風，也呈現了作者在畫風上思維的轉變。
動畫有OVA全5卷，外傳「幸運女神 小不隆咚便利多多」全48話，2000年放映劇場版，2005年TV系列全24話包括特別篇及總集篇的放映，2006年TV系列第二期「幸運女神 各自的羽翼」放映等，至今被動畫化5次。第二季譯名在網路上也會看到「繽紛之翼」的翻譯。
漫畫版與動畫版在故事情節上有差異。

## 概要
故事是「描寫在日常世界中出現的不尋常存在日常世界所進行的活動造成的騷動之戀愛喜劇」作品，構想本身雖然沒有特別的新創意，特別值得一提的是大量描寫將日常生活和以北欧神話為底的諸神與魔族（比較偏向一般稱為精靈的存在，與人類氣息強烈的諾倫三女神）之間的關係，與淡淡的青春故事，另外帶點科幻味道。
此外該作品的成功對其他作家造成不小的影響，出現許多同樣具有「神格」的存在與人類間的戀愛故事的類似作品。在同人活動也受到該作品相當程度的影響。
另外將法術或魔法等稱做神秘主義的概念以電腦程式的方式來描寫等，多有其特色之處，也影響到其他的作家。
由於長壽連載漫畫，故事世界中的時間隨劇情發展漸漸地前進，而不是像蠑螺太太一樣會有新學期和季節活動但時間以1年為單位在輪迴。於本項人物說明中，主要根據「現在（最新卷）的狀態」，要注意會和連載初期與登場初期時的立場與個性會有差異。在作品世界裡，如電腦的主流是MS-DOS、家用電話則是撥盤式電話、電視則是箱型電視、行動電話尚未普及、二足步行機器人也還未被開發出來等，處在「稍早的世界觀」（1988年～1990年）。

## 劇情簡介
舞台在位於千葉縣貓實（ねこみ）市的貓實工業大學與其周邊。此外「貓實」這個地名於千葉縣浦安市貓實（ねこざね）確實存在著。
故事從主人公（連載開始當初）貓實工大學生的森里螢一打錯電話到『幸運女神事務所』開始。
螢一因為發現自己打錯電話而驚慌，電話裏首先傳出「我現在就立刻過來」的說話，然後在鏡中有名自稱蓓兒丹娣的女神出現。蓓兒丹娣問螢一有甚麼願望，螢一於是說出「希望像妳這樣的女神、能夠一直留在我的身邊」這句話。這個願望得到天上界的答應。自此之後，螢一就與蓓兒丹娣一同生活了。
雖然螢一以為是自己打錯電話號碼，事實並非如此，是世界樹的功能運作為了救贖螢一而產生的必然。

## 登場人物

### 主要角色
森里螢一（Keiichi Morisato）　聲優：菊池正美、緒方惠美（OVA幼少期）、山口勝平（廣播劇CD）、于正昌（台灣，第一季）、李景唐（台灣，第二季、劇場版）、曹啟謙（香港，TVB版本）、馮錦堂（香港，OVA）
出生於北海道釧路市。
曾就讀北海道釧路北陽高級中學，就讀於千葉縣貓實市貓實工業大學，是自動車社的一員。現於同校學姐藤見千尋開設的「WHIRL WIND」機車店工作。
愛好機械和機車，能從設計到組裝、改造、調整全部包辦。個性平凡認真善良富有同情心。喜歡蓓兒丹娣，最後和蓓兒丹娣在魔界裡通過神屬戀愛試驗，如願以償在一起。
蓓兒丹娣（Belldandy）　聲優：井上喜久子、岡村明美、冬馬由美（OVA幼少期）、日高範子（廣播劇CD）、楊凱凱（台灣，第一季）、林美秀（台灣，第二季、劇場版）、張頌欣（香港，TVB版）、梁少霞（香港，OVA）
她是命運三女神中代表「現在」的女神，是兀兒德同父異母的妹妹，詩蔻蒂的姊姊。她不但擁有女神級的秀麗外型、智慧以及美德，且個性非常溫柔善良，若不涉及到原則性問題或是牽扯到森里螢一的安危，則幾乎絕不會生氣。似乎稍微會有些情感遲鈍的傾向。
身為主神的女兒，正規的一級神，她的實力極為高強，是天界知名的優等高材生，也是「助人女神事務所」的主力。能執行幾乎所有的神屬法術程式，特別擅長風系法術，水系和光系也頗有一手。除此之外，其在天界還擁有「歌喉第一」、魔法掃帚競速大賽冠軍等種種榮譽，甚至還額外拿到了神界戰鬥部門「女武神」的資格證明。
原本身為高高在上的女神，卻因為某日一介平凡大學生森里螢一臨時心血來潮所許下的「希望妳能一直陪在身邊」這樣的願望，所以留在了人間世界。在經過長期的相伴之後，與性格正直單純的螢一開始相戀。正因為如此，所以螢一幾乎成為了其唯一的心靈弱點，每次只要見到在螢一身邊發生特殊情況（譬如被欺負或與其他女性有親密互動），往往會突然表現出一些情緒失控行為。
在森里螢一住所寄居的三女神之中，蓓兒丹娣的年紀雖然只排名第二，但因為個性沉穩並擅於操持家務，所以平時幾乎都扮演著照顧大家的角色。作為故事中性格最好的人物，一旦真的開始發怒起來則相當恐怖，別說是姊妹或戀人，甚至其他所有人(包含了神魔兩界最高主宰)都要懼她三分。
一開始時為了排除女神契約強制力的干涉，必須增加與螢一相處的時間，所以用法術變幻出了外國交換留學生的身份，進入了螢一所就讀的貓實工業大學。因為過人的美貌和善良，很快就成為校園中的風雲人物，入學未久便拿下了貓實工大女王競賽的冠軍。
在人間世界平時是利用「鏡面」作為瞬間移動的媒介。雖為一級神，但是因為人間世界次元層面較低，受規則所限制之故無法使用過於強大的法力，一旦法術使用過度則會陷入類似人類疲勞狀態的休眠，以法力的爆發量級而言，其實還比二級神兀兒德稍弱。
對人類世界的酒幾乎不起反應，酒量出奇的好，幾乎是千杯不醉。然而喝了可樂卻反而立刻陷入酒醉狀態。
平時不喜和他人作拳腳上的爭鬥，但是一旦進入戰鬥狀態，其戰鬥風格便是以守代攻。
只要和螢一有關的事情及麻煩，幾乎都會干涉到底，甚至不惜犧牲性命也要救出螢一，也曾說若選擇拯救世界跟拯救螢一需要二擇一的話，她會選擇後者，可以說在人界幾乎都以螢一為重心。為了能永久待在螢一身邊，必須長期封印螢一的情慾，後在協助大魔界長希爾德進行魔屬位階爭奪戰時因情況危急故對螢一做了真實之吻，因此必須接受神屬戀愛試驗。和螢一經過一番波折後順利通過試驗，得到了父親(大天使長提爾)的認可與祝福後，和螢一多年的相戀終於結成正果。
兀兒德（Urd）　聲優：冬馬由美、松井菜櫻子（廣播劇CD）、李明幸（台湾）、黃玉娟（香港、TVB版本）、雷碧娜（香港、OVA）
為命運三女神中代表「過去」的女神，是蓓兒丹娣和詩蔻蒂同父異母的姊姊。擁有半神半魔的血統，母親是大魔界長─希爾德，父親為大天使長-提爾，擁有比蓓兒丹娣更為強大的法力爆發量級，但是操控精度較低。在人間世界瞬間移動時以電視螢幕為媒介。
外貌屬於成熟美豔的火辣女郎類型，嗜好研究魔法藥劑，時常想辦法要撮合森里螢一和蓓兒丹娣的戀情，不過因為在個性上很容易感情用事，往往會幫倒忙。雖然在性格上有點粗疏隨便、大而化之，並且常常會顯露出傳承自魔屬血統的邪氣惡作劇言行，但是實際上非常愛護家人和朋友，在某些涉及感情事務的重要時刻，會回復為成熟大人的言行舉止。
因為身為女神，來自母方的魔屬力量平時被隱藏起來，由於母親是大魔界長，故也擁有極強大的魔力，強制使用會造成失控。(如恐怖大王事件、以及被瑪拉強制分離神屬及魔屬兀兒德事件、魔屬位階爭奪戰事件）。由於是半神半魔，其實可以選擇任何一邊的屬性，當初母親選擇讓她為神屬。而最後在魔屬位階爭奪戰中化身為魔屬的兀兒德因為要阻止反質子炸彈爆炸最後耗盡魔屬力量，成為純神屬兀兒德。
雖然只有二級神的資格，但事實上擁有能夠成為一級神的能力。在佩歐斯判定她一級神考試及格後，因為有感於自身的力量只為了能一心守護最重視的家人，自知並不適合成為像蓓兒丹娣那樣想要守護萬物的女神，因而婉拒了成為一級神的機會。
詩寇蒂（Skuld）　聲優：久川綾、楊茲珺（台灣，第一季）、吳貴竹（台灣，第二季）、雷碧文（台灣，劇場版）、何璐怡（香港、TVB）、盧素娟（香港、OVA）
命運三女神中代表「未來」的女神，兀兒德和蓓兒丹娣的妹妹。因為天界管理系統「世界樹」出現大規模BUG而來到人間，在人間世界可以用水面為媒介來進行瞬間移動。
由於年幼，大部分的力量尚未覺醒，因此必須時常依靠道具，久而久之就成了創造機械裝置的狂熱愛好者。隨身時常攜帶「詩蔻蒂炸彈」(並且時常進行改良)。經常做出一些匪夷所思的怪異機械道具，有時甚至誇張到製造坦克(如橡皮筋互射事件)、重型自走砲(送佩歐斯返回天界)，曾跟森里惠在貓實工大舉辦巨大機器人互鬥的公開比賽。其實她使用機械道具的習慣並非因為法力不足，而是在無意識的情況下將法力用在機械的製作上，導致法力所展現的形式有所差異，故製造出來的高階機械往往會發展出靈性的自我意識。在魔屬位階爭奪戰中，蓓兒丹娣就認為這屬於「直接干涉型法術」。
其早先一向非常羨慕那些擁有天使的成熟女神，在經過一些波折之後，意外提前得到了自己的專屬天使「善貞的緋紅」。之後因為逐漸體會到了「愛」和「信心」，力量正不斷在增強當中，以升上一級神為目標而努力修練。因為是代表「未來」的神，理論來說其力量最後反而會是命運三女神姊妹當中最強的。
非常敬佩和喜歡身為姊姊的蓓兒丹娣，但是對同樣是姊姊的兀兒德就整天針鋒相對鬥來鬥去。另外，因為對於森里螢一和姊姊蓓兒丹娣的戀情在感情上難以接受，因此時常想要擺弄一些小動作從中作梗。儘管有著種種傲嬌的言行舉止，事實上她對親人朋友還是真誠關懷的。
平時常故意做出討厭森里螢一的小女孩姿態，但是事實上卻經常因為一些陰錯陽差的緣故反而對螢一表示出喜歡的樣子。
故事中期與一位名叫川西仙太郎的少年相識，逐漸發展出一段兩小無猜的關係。
非常討厭被稱為小孩子，一聽到人家稱呼她為小孩子就會立刻生氣，甚至忘記自己手邊的正事。
哨兵小弟
詩蔻蒂少數極重要的發明品，為對瑪拉支援攻擊機械人。擁有特別針對瑪拉的攻擊程式。因此讓瑪拉吃盡不少苦頭。
受蓓兒丹娣的愛心影響，原本的程式自行進化而擁有自我意識，對女機器人喜歌兒有強烈的愛意，甚至喜歌兒遇到危險或受傷時會生氣大暴走(如諸偶博士綁架喜歌兒事件、森里桂馬找到本力他願寺事件、威爾斯柏替魔使命名事件)。哨兵小弟經過多次改良，最終改良成哨兵小弟RX版，以及迷你哨兵小弟屋內版、甚至在桂馬無意闖進螢一家時還有多重迷你型哨兵小弟版。
在魔屬位階爭奪戰時，還有臨時製造出另一款BP/RX型哨兵小弟，用來對付魔族機器人關卡。
其專用曲目為「闘えっ！ばんぺいくんRX」
喜歌兒
與哨兵小弟一樣為詩蔻蒂的發明品，然而外殼是哨兵小弟愛上在雜貨店快要壞掉的女娃娃撿回來的，後被藤見千尋放在店門口，並且只會說「歡迎光臨」、「謝謝您的惠顧」，經森里螢一乞討回來後便被詩蔻蒂做成具有與人類一樣的感情且外表與正常人無異的女機器人。然而詩蔻蒂卻忘記將情感迴路設為對哨兵小弟有好感，故喜歌兒對哨兵小弟苦苦糾纏追求的行為非常困擾，不過當喜歌兒遇上麻煩時會大聲呼叫哨兵小弟救她。原本名稱叫「歡迎光臨機器人」，而後蓓兒丹娣將之取名為喜歌兒。喜歌兒角色僅在漫畫裡出現，任務與哨兵小弟一樣輔助對付瑪拉。

### 天界神族
佩歐絲（Peorth）　聲優：佐久間玲、李明幸（台湾）、梁少霞（香港，TVB版本）
個性好強，因為彼此事務所為競爭關係，所以特別不想被蓓兒丹娣比下去。
對於蓓兒丹娣十分矛盾，表面上對曾被蓓兒丹娣救過的事頗為不齒，但其實很佩服她的勇氣和能力。
凜德（Lind）　聲優：伊藤美紀、陸惠玲（香港、TVB）
戰女神，擁有的天使是一對罕見的雙胞胎天使，各自擁有一邊的翅膀，由於無法讓雙天使同時出現，故凜德被稱作「雙天使凜德」的稱號鮮少人知，經過食天使獸事件終於讓雙天使相見。
凜德除了擁有雙天使之外，還有女戰神最強的黃金之瞳，在行動不能的時候手臂上還有六個可瞬發的支援魔法。（在食天使獸事件中使用了一個，目前還剩五個。）
因為力量過強，使用的18號戰斧也是她的限制器。
雖為一級神，但對一般女神必有的初級能力修復法術卻出奇地差，在幾次無意間破壞森里屋後進行法術修復時把屋子修理地歪歪斜斜。
克蘿諾（Chrono）　聲優：堀江由衣（劇場版）、城雅子（動畫）
戰女神候補，因為聲音的調音更新程式訪問地上界，但不小心摔壞旋律球而使程式四處飛散。
天神（Almighty）　聲優：小川真司（OVA）、中村秀利（电视动画）、陳廷軒（香港，TVB）
僅出現過1/4面容的天界统治者，具体背景身份不明。
目前已知為大神界長，三女神的父親，名為「提爾」，為北歐神話中的戰神。
曾與大魔界長-希爾德相愛，因無法通過試驗而被拆散，在螢一與蓓兒丹娣的試煉中駭進程式，是為了寶貝女兒，也是為了不希望她和森里螢一像他一樣，因為不能相守而肝腸寸斷。
塞雷斯丁（Celestin）　聲優：家中宏、蕭徽勇（香港、TVB）
蓓兒丹娣幼年的导师。因反对天界的教条而被剥夺形体，以第十七种生命体形式封印在月球。之后被妖精摩尔佳（モルガン）释放，来到人界寻找蓓兒丹娣。

### 魔界魔族
希爾德（Hild）　聲優：高島雅羅、陸惠玲（香港、TVB）
兀兒德的母親，喜愛無謂的排場，現身人間界時會刻意弄的風雲變色。
力量極強，頭上的髮飾和手上的所有戒指及手環皆是封環（限制器），稱呼兀兒德為「兀兒德小親親」或「小兀兀」，但兩人關係不算很好。
由於力量太過強大，故最後只留千分之一的分身在人界，一開始常與一級魔瑪拉試圖把災難降臨到眾女神身上，但見事情無法收拾後就趕快溜之大吉，然而因受之於兀兒德為親生女兒及其夫為大天使長的情感關係，故往往對眾女神手下留情，結果導致魔族哈加爾產生叛變。在失勢的那段期間，希爾德亦跟眾女神解釋因為要平衡神屬與魔屬之間的人界佔有率，故不得已需對版圖率較大的女神進行下手。在魔屬位階爭奪戰時森里螢一及眾女神協助希爾德奪回魔界主導權，而最後螢一等人回到地面上後希爾德與眾女神一同參與見證並祝福螢一與貝兒丹娣倆人的婚禮儀式。
與前夫-提爾並沒有通過神屬戀愛試驗，能生下兀兒德是因為使用了作弊的方法(對自己施予極強詛咒換取見一次面，讓其本身置於法則上方，其代價為之後再與對方見面便會死)。
即使有與大天使長再見的機會也必須避免，事實上兩人仍然記掛著對方。
選擇讓女兒為神屬是為了留給前夫相愛的證明。
瑪拉（Marller）　聲優：高乃麗、陳凱婷（香港，TVB）
級別：一級魔非限定
喜歡事物：打電玩，但總是輸給希爾德跟兀兒德。
討厭事物：搖滾樂(因為瑪拉只要一聽到搖滾樂，身體就會自己跳起舞來)、吉祥物(具體原因不明，似乎從以前就視如蛇蠍，只要一接觸到吉祥物就會渾身無力)
本作主要反派，在得知蓓兒丹娣與螢一之間的契約後就時常意圖破壞，不過因為種種原因，從來沒成功過。除此之外，時常意圖把災難降到眾女神身上，但往往把事情擴大到無法收拾因而溜之大吉或自己也被牽連其中(如恐怖大王事件、分割兀兒德屬性事件、食天使獸事件等)。
在瑪拉一次溫泉渡假中，在敘聊中透露出與兀兒德、蓓兒丹娣等已在小時候已經認識，且出互意料地擅長打乒乓球。
魔神千兵衛（Senbee）　聲優：若本規夫、雷霆（香港，TVB）
瑪拉的部下，衰神，擅長製造不幸和災難。
經常在說話中夾雜英語。
自稱是衰神的精英，在陷害青嵨紀元時展露其驚人的實力。時常陷害螢一與蓓兒丹娣，可是因為蓓兒丹娣強大的幸運能量的作用下，不但沒有作用，反害到自己或是上司瑪拉。但對於千兵衛而言，只要能使別人不幸就沒有所謂。
威爾斯柏（Welsper）
幼年时与蓓兒丹娣定下共生契约的一級魔，由於弄亂時間運作觸犯魔界禁條而自願被打入輪迴，轉生為黑貓。現在于他力本願寺與森里螢一等人一起生活著。

### 人類

#### 森里一家
森里桂馬（Keima Morisato）
螢一的父親。住在北海道釧路市。
職業玻璃手工藝人。沉默寡言但非常認真。
愛好騎機車，非本科出身卻具有從駕駛到組裝車輛都全包的神技。
認為父母與子女應該平等的交流，所以要求螢一與惠直呼他與鷹乃的名字。
有女性畏懼症，要是被女性觸摸的話就會出現行為大暴走。然而對於自己喜歡的人（森里鷹乃）、懷有好感的人（蓓兒丹娣）、以及自己的女兒（森里惠）則完全免疫。
森里鷹乃（Takano Morisato）
森里螢一的母親。住在北海道釧路市。
外表非常的年輕，比起22歲的兒子螢一，更像是他的姊姊而非母親。
有著一股富有魅力的天然性格，但也是位擁有大智慧的可敬女性。
同時也是教眾女神打麻將的人。
森里惠（Megumi Morisato）　聲優：淵崎有里子、橫山智佐（廣播劇CD）、黃珽筠（台灣）、曾秀清（香港，TVB）、盧素娟（香港，OVA）
螢一的妹妹。同樣是貓實工業大學學生。住在離他力本願寺不遠的公寓套房。稱呼哥哥螢一為。
有輕微的兄控，但不是非常明顯，因而周遭圍的人及她自己本身都沒有意識到，但可藉由阿惠常跟螢一訴說自己心情感受及有困難直接去找螢一可略知一二。
常被一級魔瑪拉騷擾甚至曾被附身，但事後卻忘記有這麼一回事。除此之外，當有求於瑩一時會在他力本願寺門前裝忙。在一堂航空力學課快遲到時於飆車途中遇見所謂的「賽車女王」，倆人進行競技大勝賽車女王，故被尊為新賽車女王封號。然而因為這個封號讓跟她交往的男生倍感壓力，因此還被甩了三次。但後來發現被甩的真正原因似乎是因為她對男友說了：「你那樣的話，贏不了螢一喔。」這句話的緣故。
畢業後成為一所公司的社長。

#### 貓實工業大學

##### 學生
田宮寅一（Toraichi Tamiya）　聲優：梁田清之、葉振聲（香港，TVB）
貓實工業大學學生，連載開始時的自動車社社長。
螢一的學長。與大瀧彥左衛門是好友，常一起上課、打工。
大瀧 彥左衛門（Hikozaemon Ootaki）　聲優：二又一成、李錦綸（香港，TVB）
貓實工業大學學生，連載開始時的自動車社副社長。
螢一的學長。與田宮寅一是好友，常一起上課、打工。
由於與田宮長期都一直喜歡著藤見千尋，故倆人對千尋的命令幾乎都唯命是從。
目前與矢間野里子交往中。
三嶋沙夜子（Sayoko Mishima）　聲優：麻見順子（OVA）、能登麻美子（电视动画）、曾佩儀（香港）
三嶋集團的千金，貓實工業大學的風雲人物，在貓實工業大學裡以女王自稱。
蓓兒丹娣來貓實工業大學之後，和青嶋紀元聯手調查蓓兒丹娣的真實身分並且想奪回女王的名號。
原是為了打擊蓓兒丹娣而接近螢一，卻對螢一產生好感。
青嶋紀元（Toshiyuki Aoshima）　聲優：飛田展男、黃榮璋（香港，TVB）、劉昭文（香港，OVA）
在貓實工業大學有名的花花公子，三嶋沙夜子的表弟，非常好色。
第一次見到蓓兒丹娣便驚為天人，常意圖把蓓兒丹娣收歸己有。
和三嶋沙夜子聯手調查蓓兒丹娣的真實身分，但時常以失敗收場，時常被兀兒德施行暴雷以示懲罰。
長谷川空（Sora Hasegawa）　聲優：大谷育江（OVA及動畫第一期）、興梠里美（動畫第二期）、楊善諭（香港，TVB）
貓實工業大學學生，螢一的學妹，自動車社中唯一的女生。
臉上有雀斑。因為娃娃臉、幼兒體型，加上戴圓形眼鏡，以及綁蝴蝶結髮帶的風格，常常被誤認為國中生。對青島懷有愛慕之意。
藤見千尋（Chihiro Fujimi）　聲優：今井由香、曾佩儀（香港，TVB）
自動車部第一任社長，也是帶領自動車愛好會升格成自動車社的功臣。
原在知名賽車車隊工作，後為了實現夢想而離開車隊，自己開了一間名為[WHIRL WIND]的機車店，並雇用了螢一與蓓兒丹娣在店內工作。
喜歡可愛的機車、貓、可愛的小男孩。是田宮與大瀧都暗戀的對象，為了避免選擇跟一人在一起而使另一人傷心，故千尋一直保持單身，但後來手指戴上田宮及大瀧送的兩顆戒指作為紀念。
矢間野里子　聲優：中村千繪、曾秀清（香港，TVB）
大瀧的女朋友，貓實工業大學美術系學生。因緣際會下請大瀧幫她修車而互有好感。
家教甚嚴，父親為貓實工業大學的理事長。

##### 職員
諸隅公一
為貓實大學裡拼命想研究出自走型機器人的瘋狂博士，被學生們暗地裏稱為「莫洛教授」。於某天拜訪森里螢一進入本力他願寺時見到哨兵小弟及喜歌兒而驚訝不已，認為這是曠世鉅作且應公諸於世，欲拆解喜歌兒內部結構一窺究竟遭喜歌兒本人拒絕，故設下陷阱綁架喜歌兒，後被前來營救的哨兵小弟聯手制服、以及隨後趕到現場的螢一及蓓兒丹娣勸說下，諸隅博士才繼續自行設法研究機器人。
矢間野正元　聲優：有本欽隆、林保全（香港，TVB）
矢間野里子的父親，貓實工業大學理事長。曾是自動車社的一員，人稱「神手小正」。
原反對女兒里子與大瀧來往，但是看過大瀧強大的危機處理能力後便欣然同意兩人交往，還硬要大瀧叫自己岳父。
角田研二　聲優：田中完、林國雄（香港，TVB）
貓實工業大學教授。原姓飛田，後因入贅而改姓角田。
陶瓷汽缸引擎開發的權威。個性溫厚、溫和。不關心校內政治的純粹研究人員兼教育家，深受學生們愛戴。
大澤（Oosawa）　聲優：梅津秀行（動畫）、若本規夫（OVA）、蕭徽勇（香港，TVB）
貓實工業大學教授，角田教授的老對手。個性嚴格。
曾打算找出蓓兒丹娣是假學生的證據，但被螢一等人妨礙。

### 其他人物
川西仙太郎（Sentarou Kawanishi）　聲優：朴璐美、張裕東（香港，TVB）
熱愛騎越野腳踏車的小男生。曾經教導詩蔻蒂騎腳踏車，之後便喜歡上她。
门扉（Gate）
连接人界、魔界与天界的通道。通过者以讲述自身的见闻为条件而得以通过。平时不显露形体，但可以以萝莉姿态在三界中显现。拥有复数个体，但是精神相连，信息共享。
阿岩（Gan-chan）　聲優：岩田光央
于我的女神小不隆冬便利多多中出场，本愿寺中的一只老鼠，经常被变小后的兀璐德和诗寇蒂折磨，23話出現本名與配音員同為岩田光央。

## 出版書籍

### 漫画
單行本叢書Afternoon KC全48卷。發行部數超過2000萬部。2009年獲得第33回講談社漫畫賞一般部門受獎。
單行本
| 冊數 | 講談社         | 講談社                                                  | 東立出版社     | 東立出版社             |
| 冊數 | 發售日期       | ISBN                                                    | 發售日期       | ISBN                   |
| ---- | -------------- | ------------------------------------------------------- | -------------- | ---------------------- |
| 1    | 1989年8月23日  | ISBN 4-06-321009-X                                      | 1994年4月20日  | ISBN 957-34-1338-8     |
| 2    | 1990年3月23日  | ISBN 4-06-321013-8                                      | 1994年4月20日  | ISBN 957-34-1376-0     |
| 3    | 1990年9月22日  | ISBN 4-06-321017-0                                      | 1994年5月20日  | ISBN 957-34-1377-9     |
| 4    | 1991年5月23日  | ISBN 4-06-321021-9                                      | 1994年6月25日  | ISBN 957-34-1378-7     |
| 5    | 1991年10月23日 | ISBN 4-06-321023-5                                      | 1994年7月10日  | ISBN 957-34-1379-5     |
| 6    | 1992年4月23日  | ISBN 4-06-321025-1                                      | 1994年8月5日   | ISBN 957-34-1380-9     |
| 7    | 1992年10月23日 | ISBN 4-06-321028-6                                      | 1994年8月25日  | ISBN 957-34-1381-7     |
| 8    | 1993年3月23日  | ISBN 4-06-321030-8                                      | 1994年10月10日 | ISBN 957-34-1382-5     |
| 9    | 1993年11月22日 | ISBN 4-06-321037-5                                      | 1994年12月30日 | ISBN 957-34-1383-3     |
| 10   | 1994年5月23日  | ISBN 4-06-321040-5                                      | 1995年4月5日   | ISBN 957-34-1384-1     |
| 11   | 1994年10月21日 | ISBN 4-06-321044-8                                      | 1995年10月5日  | ISBN 957-34-2880-6     |
| 12   | 1995年6月23日  | ISBN 4-06-321049-9                                      | 1996年4月25日  | ISBN 957-34-2881-4     |
| 13   | 1996年4月23日  | ISBN 4-06-321057-X                                      | 1996年11月25日 | ISBN 957-34-4201-9     |
| 14   | 1997年4月23日  | ISBN 4-06-321067-7                                      | 1997年8月25日  | ISBN 957-34-5527-7     |
| 15   | 1997年9月22日  | ISBN 4-06-321074-X                                      | 1997年12月25日 | ISBN 957-34-5528-5     |
| 16   | 1997年11月21日 | ISBN 4-06-321076-6                                      | 1998年5月5日   | ISBN 957-34-6570-1     |
| 17   | 1998年9月22日  | ISBN 4-06-321091-X                                      | 1999年1月25日  | ISBN 957-34-6571-X     |
| 18   | 1998年11月20日 | ISBN 4-06-321093-6                                      | 1999年3月5日   | ISBN 957-34-7848-X     |
| 19   | 1999年9月22日  | ISBN 4-06-314219-1                                      | 1999年12月2日  | ISBN 957-34-7849-8     |
| 20   | 1999年11月22日 | ISBN 4-06-314222-1                                      | 2000年5月26日  | ISBN 957-34-9229-6     |
| 21   | 2000年5月22日  | ISBN 4-06-321114-2                                      | 2000年7月27日  | ISBN 957-34-9888-X     |
| 22   | 2000年10月23日 | ISBN 4-06-321118-5                                      | 2000年12月9日  | ISBN 957-34-9889-8     |
| 23   | 2001年10月23日 | ISBN 4-06-321129-0                                      | 2001年12月27日 | ISBN 986-11-0209-4     |
| 24   | 2002年5月23日  | ISBN 4-06-321136-3                                      | 2002年7月4日   | ISBN 986-11-0794-0     |
| 25   | 2002年11月15日 | ISBN 4-06-321142-8                                      | 2002年12月24日 | ISBN 986-11-1565-X     |
| 26   | 2003年6月23日  | ISBN 4-06-321150-9                                      | 2003年7月17日  | ISBN 986-11-2624-4     |
| 27   | 2003年11月21日 | ISBN 4-06-321154-1                                      | 2003年12月20日 | ISBN 986-11-3726-2     |
| 28   | 2004年3月23日  | ISBN 4-06-321158-4                                      | 2004年4月26日  | ISBN 986-11-3727-0     |
| 29   | 2004年9月6日   | ISBN 4-06-321163-0                                      | 2004年10月22日 | ISBN 986-11-4783-7     |
| 30   | 2004年11月22日 | ISBN 4-06-321166-5                                      | 2005年1月6日   | ISBN 986-11-5664-X     |
| 31   | 2005年9月21日  | ISBN 4-06-321169-X                                      | 2005年10月26日 | ISBN 986-11-5919-3     |
| 32   | 2005年11月22日 | ISBN 4-06-321173-8                                      | 2006年1月20日  | ISBN 986-11-7306-4     |
| 33   | 2006年7月21日  | ISBN 4-06-321177-0                                      | 2006年9月22日  | ISBN 986-11-7904-6     |
| 34   | 2006年11月22日 | ISBN 4-06-321180-0                                      | 2007年1月25日  | ISBN 978-986-11-9288-8 |
| 35   | 2007年6月22日  | ISBN 978-4-06-321185-6                                  | 2007年9月11日  | ISBN 978-986-11-0272-9 |
| 36   | 2007年12月21日 | ISBN 978-4-06-321186-3                                  | 2008年2月19日  | ISBN 978-986-10-1193-6 |
| 37   | 2008年7月23日  | ISBN 978-4-06-321188-7                                  | 2008年9月29日  | ISBN 978-986-10-2229-1 |
| 38   | 2008年12月22日 | ISBN 978-4-06-321190-0                                  | 2009年2月27日  | ISBN 978-986-10-3009-8 |
| 39   | 2009年7月23日  | ISBN 978-4-06-321191-7                                  | 2009年11月9日  | ISBN 978-986-10-4128-5 |
| 40   | 2009年11月20日 | ISBN 978-4-06-321193-1                                  | 2010年4月2日   | ISBN 978-986-10-4884-0 |
| 41   | 2010年7月23日  | ISBN 978-4-06-321194-8                                  | 2010年10月27日 | ISBN 978-986-10-6065-1 |
| 42   | 2011年2月23日  | ISBN 978-4-06-321195-5 ISBN 978-4-06-358336-6（限定版） | 2011年4月29日  | ISBN 978-986-10-7457-3 |
| 43   | 2011年9月23日  | ISBN 978-4-06-310774-6 ISBN 978-4-06-358346-5（限定版） | 2012年1月13日  | ISBN 978-986-10-8663-7 |
| 44   | 2012年4月23日  | ISBN 978-4-06-321197-9                                  | 2012年9月26日  | ISBN 978-986-317-000-6 |
| 45   | 2012年11月22日 | ISBN 978-4-06-321198-6                                  | 2013年1月18日  | ISBN 978-986-324-362-5 |
| 46   | 2013年8月23日  | ISBN 978-4-06-321199-3 ISBN 978-4-06-358436-3（限定版） | 2013年10月22日 | ISBN 978-986-337-192-2 |
| 47   | 2014年3月20日  | ISBN 978-4-06-321201-3                                  | 2014年5月12日  | ISBN 978-986-348-726-5 |
| 48   | 2014年7月23日  | ISBN 978-4-06-321202-0 ISBN 978-4-06-358706-7（限定版） | 2014年10月9日  | ISBN 978-986-365-382-0 |

完全版
在月刊Afternoon上連載所繪的彩頁全數還原、A5大小尺寸再編輯。通常版與圖像附錄的限定版書籍。
- 幸運女神完全版（ああっ女神さまっ COMPLETE）

| 冊數  | 講談社        | 講談社                                                  | 東立出版社    | 東立出版社             |
| 冊數  | 發售日期      | ISBN                                                    | 發售日期      | ISBN                   |
| ----- | ------------- | ------------------------------------------------------- | ------------- | ---------------------- |
| Vol.1 | 2005年1月21日 | ISBN 978-4-06-334927-6 ISBN 978-4-06-362038-2（限定版） | 2009年8月13日 | ISBN 978-986-10-4161-2 |
| Vol.2 | 2005年3月23日 | ISBN 978-4-06-334970-2 ISBN 978-4-06-362039-9（限定版） | 2009年9月22日 | ISBN 978-986-10-4162-9 |
| Vol.3 | 2005年4月22日 | ISBN 978-4-06-334980-1 ISBN 978-4-06-362041-2（限定版） | 2009年11月3日 | ISBN 978-986-10-4163-6 |

愛藏版
| 冊數 | 講談社         | 講談社                 | 東立出版社     | 東立出版社             |
| 冊數 | 發售日期       | ISBN                   | 發售日期       | EAN（首刷附錄版）      |
| ---- | -------------- | ---------------------- | -------------- | ---------------------- |
| 1    | 2017年11月21日 | ISBN 978-4-06-510377-7 | 2019年11月1日  | EAN 471-0945-56132-5   |
| 2    | 2017年11月21日 | ISBN 978-4-06-510378-4 | 2019年12月2日  | EAN 471-0945-56133-2   |
| 3    | 2017年12月22日 | ISBN 978-4-06-510587-0 | 2020年1月2日   | EAN 471-0945-56134-9   |
| 4    | 2017年12月22日 | ISBN 978-4-06-510588-7 | 2020年1月17日  | EAN 471-0601-04041-6   |
| 5    | 2018年1月23日  | ISBN 978-4-06-510777-5 | 2020年3月9日   | EAN 471-0601-04042-3   |
| 6    | 2018年1月23日  | ISBN 978-4-06-510778-2 | 2020年3月30日  | EAN 471-0601-04043-0   |
| 7    | 2018年2月23日  | ISBN 978-4-06-510952-6 | 2020年4月20日  | EAN 471-0601-04101-7   |
| 8    | 2018年2月23日  | ISBN 978-4-06-510951-9 | 2020年5月11日  | EAN 471-0601-04102-4   |
| 9    | 2018年3月23日  | ISBN 978-4-06-511053-9 | 2020年6月1日   | EAN 471-0601-04103-1   |
| 10   | 2018年3月23日  | ISBN 978-4-06-511051-5 | 2020年6月22日  | EAN 471-0601-04168-0   |
| 11   | 2018年4月23日  | ISBN 978-4-06-511221-2 | 2020年7月16日  | EAN 471-0601-04169-7   |
| 12   | 2018年4月23日  | ISBN 978-4-06-511220-5 | 2020年8月6日   | EAN 471-0601-04200-7   |
| 13   | 2018年5月23日  | ISBN 978-4-06-511372-1 | 2020年8月27日  | EAN 471-0601-04201-4   |
| 14   | 2018年5月23日  | ISBN 978-4-06-511371-4 | 2020年9月28日  | EAN 471-0601-04222-9   |
| 15   | 2018年6月22日  | ISBN 978-4-06-511534-3 | 2020年10月23日 | EAN 471-0601-04337-0   |
| 16   | 2018年6月22日  | ISBN 978-4-06-511535-0 | 2020年11月26日 | EAN 471-0601-04338-7   |
| 17   | 2018年7月23日  | ISBN 978-4-06-511977-8 | 2020年12月25日 | EAN 471-0601-04339-4   |
| 18   | 2018年7月23日  | ISBN 978-4-06-511978-5 | 2021年1月25日  | EAN 471-0601-04340-0   |
| 19   | 2018年8月23日  | ISBN 978-4-06-512481-9 | 2021年2月26日  | EAN 471-0601-04341-7   |
| 20   | 2018年8月23日  | ISBN 978-4-06-512482-6 | 2021年3月26日  | ISBN 978-957-26-6524-4 |
| 21   | 2018年9月21日  | ISBN 978-4-06-512775-9 | 2021年4月26日  | ISBN 978-957-26-6525-1 |
| 22   | 2018年9月21日  | ISBN 978-4-06-512834-3 | 2021年5月21日  | ISBN 978-957-26-6526-8 |
| 23   | 2018年10月23日 | ISBN 978-4-06-513097-1 | 2021年7月5日   | ISBN 978-957-26-6527-5 |
| 24   | 2018年10月23日 | ISBN 978-4-06-513098-8 | 2021年8月6日   | ISBN 978-957-26-6528-2 |

外傳
- ああっ女神さまっ 小っちゃいって事は便利だねっ

1996年10月23日、ISBN 4-06-330025-0
主題別冊短篇集
- ああっ女神さまっ いいとこどりシリーズ
  - 1  - 2005年6月23日、ISBN 978-4-06-372045-7
  - 2  - 2005年7月22日、ISBN 978-4-06-372046-4
  - 3  - 2005年8月23日、ISBN 978-4-06-372052-5

雙語版
- ああっ女神さまっ
  - 第1巻 - （2001年9月14日） ISBN 4-7700-2861-X
  - 第2巻 - （2001年10月19日） ISBN 4-7700-2862-8
  - 第3巻 - （2001年11月16日） ISBN 4-7700-2863-6
  - 第4巻 - （2001年12月7日） ISBN 4-7700-2864-4
  - 第5巻 - （2002年1月11日） ISBN 4-7700-2865-2

### 動畫版漫畫
- 幸運女神
  - Vol.1 - （1993年9月22日）ISBN 4-06-310201-7
  - Vol.2 - （1994年4月23日）ISBN 4-06-310202-5
  - Vol.3 - （1995年1月23日）ISBN 4-06-310203-3
  - Vol.4 - （1995年5月23日）ISBN 4-06-310204-1
  - Vol.5 - （1996年3月22日）ISBN 4-06-310205-X
- 劇場版 幸運女神
  - #01 - （2001年3月23日）ISBN 4-06-310132-0
  - #02 - （2001年5月23日）ISBN 4-06-310135-5
  - #03 - （2001年7月23日）ISBN 4-06-310137-1

### 小說
- 幸運女神 初終 －First End－（ああっ女神さまっ 初終 -First End-）
  - 講談社 Afternoon Novels
  - 著作：冬馬由美 / 原作、監修、封面插畫：藤島康介 / 本文插畫：松原秀典

| 冊數 | 講談社        | 講談社             | 東立出版社    | 東立出版社             |
| 冊數 | 發售日期      | ISBN               | 發售日期      | ISBN                   |
| ---- | ------------- | ------------------ | ------------- | ---------------------- |
| 全   | 2006年7月20日 | ISBN 4-06-347003-2 | 2009年8月12日 | ISBN 978-986-10-4166-7 |

### 其他書籍
插畫集
- ああっ女神さまっ ポストカードブック
  - 第1集 - （1995年9月21日）ISBN 4-06-330004-8
  - 第2集 「女神心っ」 - （2002年2月14日）ISBN 4-06-330156-7
- ああっ女神さまっ 実在の証明 - （2000年10月18日）ISBN 4-06-334348-0
- 幸運女神彩色金裝版（ああっ女神さまっ COLOURS）

| 冊數 | 講談社        | 講談社             | 東立出版社    | 東立出版社         |
| 冊數 | 發售日期      | ISBN               | 發售日期      | ISBN               |
| ---- | ------------- | ------------------ | ------------- | ------------------ |
| 全   | 2001年2月22日 | ISBN 4-06-334379-0 | 2002年4月22日 | ISBN 957-34-7026-8 |

- 劇場版 ああっ女神さまっ 〜THE FIELD OF GODDESS〜 - （2002年10月9日）ISBN 4-06-334569-6

解析書
- ああっ女神さまっ 完全心理分析書 - （2002年5月23日）ISBN 4-87689-430-2
  - 著者:地伏丈&「女神」解析委員會

公式導讀手冊
- ああっ女神さまっ COLLECTION - （2004年9月6日）ISBN 4-06-334914-4

公式漫畫選集
- おかわりっ!! めがみさまっ!! ああっ女神さまっ公式アンソロジー（2013年8月23日、ISBN 4-06-387915-1）
  - 執筆者：大暮維人、羽海野千花、CLAMP、天野梢、遠藤海成、高田明美、曾田正人、伊東雜音、ソウマトウ、赤人義一、遠藤沖人、異識、にんげん、ナイロン、熊倉隆敏、柏原麻實、犬、綾峰欄人、竹内元紀、ミナトサキ、nino、川原礫、忍アラズ、鈴本テツヤ、坂上空、和田依子、ほしのふうた、北条晶、寺田にゃんこふ、明治カナ子、宮崎摩耶、丹羽庭、落合ニッキ

### 衍生作品
- 《幸運女神求職中》（ああっ就活の女神さまっ）由原作:青木U平、作畫:よしづきくみち、協力:藤島康介、取材協力:ソニー，從月刊アフタヌーン2019年3月號開始連載至2021年12月號結束、全5巻。

| 卷數 | 講談社        | 講談社                 | 東立出版社    | 東立出版社             |
| 卷數 | 發售日期      | ISBN                   | 發售日期      | ISBN                   |
| ---- | ------------- | ---------------------- | ------------- | ---------------------- |
| 1    | 2019年9月20日 | ISBN 978-4-06-516975-9 | 2021年8月6日  | ISBN 978-957-26-6249-6 |
| 2    | 2020年6月23日 | ISBN 978-4-06-519751-6 | 2023年4月14日 | ISBN 978-957-26-6250-2 |
| 3    | 2021年2月22日 | ISBN 978-4-06-522255-3 | 2023年8月17日 | ISBN 978-957-26-6686-9 |
| 4    | 2021年8月23日 | ISBN 978-4-06-524382-4 | 2025年3月17日 | ISBN 978-626-02-0842-4 |
| 5    | 2022年1月21日 | ISBN 978-4-06-526543-7 |               |                        |

## 動畫
至今為止以不同型態被動畫化過。除了「幸運女神 小不隆咚便利多多」由OLM製作之外，皆由AIC製作。

### OVA

#### 製作團隊
- 監督 - 合田浩章
- 腳本 - 長谷川菜穗子
- 人物設計 - 松原秀典
- 美術監督、設定 - 加藤浩
- 攝影監督 - 小西一廣
- 音響監督 - 山田智明
- 音樂 - 安田毅
- 製作人 - 新藤征夫→水尾芳正、瀧本裕雄、淺賀孝郎、三浦亨
- 動畫製作 - AIC
- 製作、發售 - 講談社、TBS、KSS

#### 主題曲
片頭曲「My Heart 言い出せない、Your Heart 確かめたい」
作詞 - 長谷川空 / 作曲・編曲 - 安田毅 / 歌 - GODDESS FAMILY CLUB

片尾曲「Congratulations!」
作詞 - 長谷川空 / 作曲・編曲 - 安田毅 / 歌 - GODDESS FAMILY CLUB

#### 各卷列表
| 卷數 | 標題                          | 發售日         | 腳本         | 分鏡     | 演出     | 作畫監督                   | 總作畫監督 |
| ---- | ----------------------------- | -------------- | ------------ | -------- | -------- | -------------------------- | ---------- |
| 1    | MOONLIGHT AND CHERRY BLOSSOMS | 1993年2月21日  | 長谷川菜穗子 | 合田浩章 | -        | 松原秀典 北島信幸          | -          |
| 2    | MIDSUMMER NIGHT'S DREAM       | 1993年5月21日  | 長谷川菜穗子 | 舛成孝二 | 舛成孝二 | 北島信幸 大橋譽志光        | 本田雄     |
| 3    | BURNING HEARTS ON THE ROAD    | 1993年9月21日  | 長谷川菜穗子 | 井出安軌 | 井出安軌 | 北島信幸 西井正典          | 松原秀典   |
| 4    | EVER GREEN HOLYNIGHT          | 1993年12月28日 | 長谷川菜穗子 | 合田浩章 | 舛成孝二 | 北島信幸 西井正典 小倉陳利 | 松原秀典   |
| 5    | FOR THE LOVE OF GODDESS       | 1994年5月17日  | 長谷川菜穗子 | 藤島康介 | 井出安軌 | 合田浩章                   | 松原秀典   |

### 幸運女神 小不隆咚便利多多
1998年4月6日～1999年3月29日，在WOWOW的ANIME COMPLEX頻道放映，全48話。本作品在漫畫中以外傳形式刊載，主要人物為兀兒德、詩寇蒂、老鼠阿岩、瑪拉（26話之後登場），螢一與蓓兒丹娣不常出現。第1至13話中，由於配蓓兒丹娣的井上喜久子放產假的關係，由岡村明美代為配音。台灣地區由木棉花國際代理，台灣電視公司首播。香港無綫電視播映時定名《迷你愛神》。

#### 製作團隊
- 監督 - 松村康弘
- 人物設計、系列作監 - 數井浩子
- 主要編劇 - 米村正二
- 主要演出 - 須藤典彦
- 色彩設定 - 大関たつ枝
- 美術監督 - 小林七郎
- CG製作人 - 水谷貴哉
- 編輯 - 山森康之
- 音樂 - 村山達哉
- 音樂製作 - 波麗佳音
- 音響監督 - 渡辺淳
- 製作擔當 - 小板橋司
- 動畫製作 - OLM TEAM KOITABASHI
- 製作人 - 堀口聖一、中村伸一、神田修吉
- 製作 - 講談社、波麗佳音

#### 主題曲
片尾曲
「デンワしてダーリン」（第1話 - 24話、27話）
作詞 - 森若香織 / 作曲 - 太田美知彥 / 編曲 - キハラ龍太郎 / 歌 - 石井行
* 第16話、27話的歌曲有其他演出差異。
「×××（Kiss Kiss Kiss）」（第25話 - 26話、28話 - 43話、45話 - 48話）
作詞 - 山本秀幸 / 作曲・編曲 - 馬飼野康二 / 歌 - SPLASH
* 第44話使用特殊ED並未使用。

#### 各話列表
| 話數 | 標題 | 腳本       | 分鏡       | 演出       | 作畫監督         |
| ---- | ---- | ---------- | ---------- | ---------- | ---------------- |
| 1    |      | 北条千夏   | 毛利和昭   | 松村康弘   | 志田正           |
| 2    |      | 米村正二   | 井硲清高   | 松村康弘   | 志田正           |
| 3    |      | 米村正二   | 井硲清高   | 松村康弘   | 志田正           |
| 4    |      | 冨岡淳廣   | 仙北寬     | 松村康弘   | 志田正           |
| 5    |      | 冨岡淳廣   | 仙北寬     | 山本泰一郎 | 赤尾良太郎       |
| 6    |      | 藤田伸三   | 仙北寬     | 笠井賢一   | 佐佐木文雄       |
| 7    |      | 藤田伸三   | 毛利和昭   | 笠井賢一   | 杉本道明         |
| 8    |      | 藤田伸三   | 毛利和昭   | 小川浩司   | 宍戶久美子       |
| 9    |      | 米村正二   | 笠井賢一   | 笠井賢一   | 杉本道明         |
| 10   |      | 冨岡淳廣   | 山本泰一郎 | 山本泰一郎 | 赤尾良太郎       |
| 11   |      | 藤田伸三   | 毛利和昭   | 小川浩司   | 松岡秀明         |
| 12   |      | 米村正二   | 仙北寬     | 笠井賢一   | 松岡秀明         |
| 13   |      | 米村正二   | 森田宏幸   | 松村康弘   | 松岡秀明         |
| 14   |      | 北条千夏   | 仙北寬     | 松村康弘   | 仙北寬           |
| 15   |      | 北条千夏   | 仙北寬     | 山本泰一郎 | 赤尾良太郎       |
| 16   |      | 藤田伸三   | 村田和也   | 小川浩司   | 佐佐木文雄       |
| 17   |      | 米村正二   | 仙北寬     | 笠井賢一   | 杉本道明         |
| 18   |      | 米村正二   | 仙北寬     | 笠井賢一   | 佐佐木文雄       |
| 19   |      | 米村正二   | 笠井賢一   | 笠井賢一   | 杉本道明         |
| 20   |      | 冨岡淳廣   | 仙北寬     | 山本泰一郎 | 赤尾良太郎       |
| 21   |      | 冨岡淳廣   | 仙北寬     | 小川浩司   | 松岡秀明         |
| 22   |      | 北条千夏   | 仙北寬     | 鈴木敏明   | 佐佐木文雄       |
| 23   |      | 米村正二   | 山本泰一郎 | 鈴木敏明   | 仙北寬           |
| 24   |      | 米村正二   | 山本泰一郎 | 鈴木敏明   | 赤尾良太郎       |
| 25   |      | 藤田伸三   | 松村康弘   | 村田和也   | 山田俊也         |
| 26   |      | 藤田伸三   | 松村康弘   | 小川浩司   | Yamamoto Hiroshi |
| 27   |      | 藤田伸三   | 仙北寬     | 鈴木敏明   | 赤尾良太郎       |
| 28   |      | 米村正二   | 高橋直人   | 高橋直人   | 澤田正人         |
| 29   |      | 米村正二   | 村田和也   | 鈴木敏明   | 中田雅夫         |
| 30   |      | 藤田伸三   | 仙北寬     | 小川浩司   | 松岡秀明         |
| 31   |      | 米村正二   | 高橋直人   | 村田和也   | 馬越嘉彥         |
| 32   |      | 冨岡淳廣   | 仙北寬     | 小川浩司   | 米山浩平         |
| 33   |      | 田中哲生   | 古橋一浩   | 須藤典彥   | 赤尾良太郎       |
| 34   |      | 藤田伸三   | 小川浩司   | 小川浩司   | 仙北寬           |
| 35   |      | 藤田伸三   | 井硲清高   | 鈴木敏明   | 佐佐木文雄       |
| 36   |      | 藤田伸三   | 井硲清高   | 鈴木敏明   | 高橋英吉         |
| 37   |      | 橫手美智子 | 古橋一浩   | 小川浩司   | 中田雅夫         |
| 38   |      | 冨岡淳廣   | 村田和也   | 須藤典彥   | 山田俊也         |
| 39   |      | 冨岡淳廣   | 村田和也   | 須藤典彥   | 松岡秀明         |
| 40   |      | 橫手美智子 | 古橋一浩   | 小川浩司   | 佐佐木文雄       |
| 41   |      | 北条千夏   | 笠井賢一   | 小川浩司   | 仙北寬           |
| 42   |      | 冨岡淳廣   | 仙北寬     | 須藤典彥   | 赤尾良太郎       |
| 43   |      | 藤田伸三   | 村田和也   | 須藤典彥   | 田口廣一         |
| 44   |      | 田中哲生   | 古橋一浩   | 須藤典彥   | 赤尾良太郎       |
| 45   |      | 田中哲生   | 古橋一浩   | 小川浩司   | 高橋英吉         |
| 46   |      | 橫手美智子 | 古橋一浩   | 須藤典彥   | 佐佐木文雄       |
| 47   |      | 北条千夏   | 村田和也   | 須藤典彥   | 松岡秀明         |
| 48   |      | 橫手美智子 | 仙北寬     | 須藤典彥   | 仙北寬           |

#### 播放電視台
| 播放地域 | 播放電視台 | 播放期間                     | 播放時間             | 播放系列 |
| -------- | ---------- | ---------------------------- | -------------------- | -------- |
| 日本全域 | WOWOW      | 1998年4月6日 - 1999年3月29日 |                      | BS放送   |
| 東京都   | TOKYO MX   | 2007年12月7日 - 12月28日     | 星期五 18:30 - 19:00 | 獨立局   |

### 劇場版
2000年10月21日於松竹西畫系的劇場公開。被認為是20世紀最後的大型賽璐璐動畫電影。同時上映：。
故事講述蓓兒丹娣的恩師－塞雷斯丁為創造新世界，讓蓓兒丹娣失去記憶並入侵世界樹的過程。女神們是否能阻止人間毀滅，螢一該如何讓蓓兒丹娣回復記憶，以及兩人的愛是否能通過仲裁之門的考驗。
在台灣，此片曾在AXN頻道播放。

#### 製作團隊
- 監督 - 合田浩章
- 演出 - 別所誠人
- 人物設計、總作畫監督 - 松原秀典
- 機械設計 - 村田俊治
- 視覺概念設計 - 竹内敦志
- 設計工程師 - 寺岡賢司
- 腳本 - 橫手美智子、富澤義彦
- 分鏡 - 合田浩章、松原秀典
- 作畫監督 - 北島信幸、村田俊治、奥田淳、河野悦隆、高橋しんや、恩田尚之、結城信輝、村木靖
- 美術監督 - 吉原俊一郎
- 美術設定 - 加藤浩、平澤晃弘
- 色彩設計 - 品地奈奈繪
- 攝影監督 - 白井久男
- 音樂 - 浜口史郎
- 音響監督 - 岩浪美和
- 製作人 - 吉田剛、堀口聖一、渡邊欽哉
- 共同製作人 - 廣岡茂、福山亮一、山下いづみ、小松賢志、保戶塚哲也、堂下律明、石灘賢、小林敬宜、高橋淳子
- 動畫製作 - AIC
- 製作 - 「幸運女神」映畫製作委員會（講談社、電通、波麗佳音、日本出版販賣、Sega、Movic、動畫國際公司、松竹）

#### 主題曲
「Try To Wish 〜キミに必要なもの〜」
作詞 - 高柳恋 / 作曲 - 植松伸夫 / 編曲 - 井上日德 / 歌 - 西端沙織

#### 插入曲
「追憶〜nostalgia〜」
作詞 - 貴三優大 / 作曲・編曲 - 濱口史郎 / 歌 - 井上喜久子（ベルダンディー）
「恋のレッスン3」
作詞 - 貴三優大 / 作曲 - 植松伸夫 / 編曲 - 多田彰文 / 歌 - 大谷育江（長谷川空）
「Coro di dea」
原詞 - 合田浩章 / 拉丁語翻譯歌詞 - 山下太郎 / 作曲 - 濱口史郎 / 歌 - 井上喜久子（ベルダンディー）、冬馬由美（ウルド）、久川綾（スクルド） / 合唱 - Warsaw Chorus

### 電視系列
我的愛神（第一期）
於2005年1月7日～2005年7月8日播映、全24話（DVD8卷）。另有TV於日本未放映（台灣有放映）、僅收錄在DVD中的25、26話兩話，以及特別篇1話。
幸運女神 各自的羽翼（第二期）
在2006年4月於TBS、毎日放送（MBS）、BS-i首播。副標題是由作者藤島康介命名的。
因為與第1期以同樣屏幕大小（16:9）製作，BS-i以外的播放畫面左右被剪切掉。
幸運女神在台灣及香港被翻譯為「幸運女神 各自的羽翼」，分別於2008年6月初及2009年12月於Animax以保護級及「PG家長指引」播出。播放時間為台灣每週六晚間9點（中文，日語重播為每週六晚間12點及每週日下午1點）及香港（粵／日雙語每週一至五晚上9時播出）。

#### 製作人員
第一期
- 監督：合田浩章
- 系列構成：合田浩章、渡邊陽
- 人物設計、總作畫監督：松原秀典
- 機械設計：村田峻治
- 美術監督：加藤浩
- 音樂：濱口史郎
- 音響監督：岩波美和
- 動畫製作：AIC
- 製作協力：Bandai Visual、講談社、MOVIC、Memory-Tech
- 製作：幸運女神製作委員會、TBS

第二期
- 監督：合田浩章
- 系列構成：合田浩章、渡邊陽
- 人物設計：松原秀典
- 動畫製作：AIC
- 製作：「お助け女神事務所」分室、TBS

#### 主題曲
第一期
片頭曲
塡詞、主唱：石田燿子，作曲：田中公平，編曲：岸村正実、浜口史郎

片尾曲
（第1話－第12話、特別篇、第24話）
塡詞、主唱：石田燿子，作曲、編曲：多田彰文
「WING」（第13話－第23話、第25話、第26話）
塡詞、主唱：高橋洋子 （页面存档备份，存于） (主唱手)，作曲、編曲：大森俊之

第二期
片頭曲
塡詞、主唱：石田燿子，作曲：田中公平，編曲：村瀬恭久

片尾曲
（第1話－第11話）
塡詞、主唱：石田燿子，作曲、編曲：多田彰文
（第12話－第24話）
塡詞：Manami Watanabe，作曲：Yoshiaki Dewa，編曲：Yoshiaki Dewa、Zentaro Watanabe，主唱：樹海

#### 各話列表
- 特別篇是前面第1-12集的總回顧，敘述從認識女神以來的點滴。

| 話數                | 日文標題 | 中文標題                     | 劇本            | 分鏡             | 演出                       | 作畫監督                   |
| 我的愛神            | 我的愛神 | 我的愛神                     | 我的愛神        | 我的愛神         | 我的愛神                   | 我的愛神                   |
| ------------------- | -------- | ---------------------------- | --------------- | ---------------- | -------------------------- | -------------------------- |
| 1                   |          | 啊！妳是女神？               | 合田浩章        | 合田浩章         | 合田浩章                   | 松原秀典 坂田理            |
| 2                   |          | 啊！信者得救？               | 渡邊陽          | 小寺勝之         | 大下弘                     | 清水裕輔                   |
| 3                   |          | 啊！修行、我家和女神         | 渡邊陽          | 野中卓也         | 野中卓也                   | 坂田理                     |
| 4                   |          | 啊！女王和女神               | 花田十輝        | 木村隆一         | 木村隆一                   | 豬股雅美 小暮昌廣          |
| 5                   |          | 啊！同一屋簷下               | 日暮茶坊        | 笹島啓一         | 淺井義之                   | 清水裕輔                   |
| 6                   |          | 啊！便宜有好貨？             | 渡邊陽          | 遠藤廣隆         | 遠藤廣隆                   | 原修一                     |
| 7                   |          | 啊！傳達情意之處             | 花田十輝        | 小寺勝之         | 仁昌寺義人                 | 河野悦隆                   |
| 8                   |          | 啊！從偏差值30開始的戀愛考試 | 日暮茶坊        | 小寺勝之         | 間取澪                     | 北島信幸 小暮昌廣          |
| 9                   |          | 啊！女王殿下和女神的秘密     | 渡邊陽          | 岩田義彦         | 岩田義彦                   | 菱沼祐樹 坂田理            |
| 10                  |          | 啊！自動車部能贏嗎？         | 花田十輝        | 小寺勝之         | 仁昌寺義人                 | 豬股雅美 村田峻治（機械）  |
| 11                  |          | 啊！惡魔來了災禍降臨？       | 日暮茶坊        | 淺井義之         | 淺井義之                   | 清水裕輔                   |
| 12                  |          | 啊！女神和女王孰輕孰重？     | 渡邊陽          | 福島宏之         | 岩田義彦                   | 日下部智津子               |
| 特別篇              |          | 啊！與女神交換日記？         | 渡邊陽          | 不適用           | 合田浩章 右山章太          | 不適用                     |
| 13                  |          | 啊！姐姐是誰的？             | 花田十輝        | 遠藤廣隆         | 遠藤廣隆                   | 原修一                     |
| 14                  |          | 啊！以決鬥為名的教育實習？   | 青島崇          | 小寺勝之         | 仁昌寺義人                 | 小暮昌廣                   |
| 15                  |          | 啊！心被女神奪走了？         | 日暮茶坊        | 木村隆一         | 木村隆一                   | 菱沼祐樹                   |
| 16                  |          | 啊！災禍來到茶梗會豎起來？   | 青島崇          | 淺井義之         | 淺井義之                   | 村田峻治                   |
| 17                  |          | 啊！才能和努力是什麼？       | 花田十輝        | 小寺勝之         | 富田浩章                   | 豬股雅美                   |
| 18                  |          | 啊！在月下做出命運的告白？   | 渡邊陽          | 宮尾佳和         | 遠藤廣隆                   | 清水裕輔                   |
| 19                  |          | 啊！別用那種眼神盯着我？     | 日暮茶坊        | 小寺勝之         | 仁昌寺義人                 | 日下部智津子               |
| 20                  |          | 啊！是男人的話就去救女神？   | 花田十輝        | 岩田義彦         | 岩田義彦                   | 村田峻治                   |
| 21                  |          | 啊！憧憬的白色翅膀天使       | 青島崇          | 小寺勝之         | 加藤顕                     | 河野悦隆                   |
| 22                  |          | 啊！惡魔的私語和壺在一起？   | 日暮茶坊        | 淺井義之         | 淺井義之                   | 原修一 小暮昌廣            |
| 23                  |          | 啊！救世主隨着笛音出現？     | 渡邊陽          | 遠藤廣隆         | 遠藤廣隆                   | 豬股雅美 菱沼祐樹          |
| 24                  |          | 啊！永遠和你在一起           | 渡邊陽          | 宮尾佳和         | 楳図薫 仁昌寺義人 合田浩章 | 村田峻治                   |
| 25                  |          | 啊！兀兒德的小戀曲           | 青島崇          | 小寺勝之         | 青木英                     | 日下部智津子               |
| 26                  |          | 啊！心跳加速就是大人的滋味？ | 花田十輝        | ほしかわたかふみ | ほしかわたかふみ           | 豬股雅美                   |
| 幸運女神 各自的羽翼 |          |                              |                 |                  |                            |                            |
| 1                   |          | 啊！許願吧 再一次            | 合田浩章 渡邊陽 | 合田浩章         | 合田浩章                   | 松原秀典                   |
| 2                   |          | 啊！讓人煩惱的復仇女王殿下   | 青島崇          | 岩田義彦         | 岩田義彦                   | 豬股雅美                   |
| 3                   |          | 啊！在聖誕夜獻上這份思念！   | 渡邊陽          | 小寺勝之         | 山内東生雄                 | 清水裕輔                   |
| 4                   |          | 啊！想要讓世界充滿幸福！     | 青島崇          | 小寺勝之         | 瀨藤健嗣                   | 小暮昌廣                   |
| 5                   |          | 啊！互相吸引的戀愛波長       | 日暮茶坊        | 小寺勝之         | 淺井義之                   | 村田峻治                   |
| 6                   |          | 啊！那就是嫉妒！？           | 青島崇          | 小寺勝之         | 仁昌寺義人                 | 豬股雅美                   |
| 7                   |          | 啊！將你的願望實現           | 渡邊陽          | 宮尾佳和         | 唐戶光博                   | 松原秀典                   |
| 8                   |          | 啊！想幫上你的忙             | 青島崇          | 岩田義彦         | 岩田義彦                   | 小暮昌廣                   |
| 9                   |          | 啊！女神的話就用約會來決勝負 | 上江洲誠        | 小寺勝之         | 木村隆一                   | 清水裕輔                   |
| 10                  |          | 啊！沒能說出的那一句話       | 渡邊陽          | 小寺勝之         | 仁昌寺義人                 | 村田峻治                   |
| 11                  |          | 啊！用那雙手抓住夢想         | 花田十輝        | 瀨藤健嗣         | 瀨藤健嗣                   | 豬股雅美 村田峻治（機械）  |
| 12                  |          | 啊！女神的眼淚和他的夢想     | 上江洲誠        | 淺井義之         | 淺井義之                   | 村田峻治                   |
| 13                  |          | 啊！覺醒吧！那份感情         | 花田十輝        | 木村隆一         | 木村隆一                   | 小暮昌廣                   |
| 14                  |          | 啊！我親愛的丘比特           | 花田十輝        | ほしかわたかふみ | ほしかわたかふみ           | 奥田淳                     |
| 15                  |          | 啊！半神半魔的我？           | 渡邊陽          | 岩田義彦         | 岩田義彦                   | 清水裕輔                   |
| 16                  |          | 啊！不畏黑暗 閃耀光芒        | 渡邊陽          | 宮尾佳和         | 遠藤廣隆                   | 豬股雅美                   |
| 17                  |          | 啊！大魔界長降臨             | 青島崇          | 小寺勝之         | 瀨藤健嗣                   | 村田峻治                   |
| 18                  |          | 啊！魔族的威信何在？         | 花田十輝        | 小寺勝之         | 仁昌寺義人                 | Shuzilow.HA                |
| 19                  |          | 啊！女神的愛拯救忍者         | 上江洲誠        | 淺井義之         | 淺井義之                   | 小暮昌廣                   |
| 20                  |          | 啊！不管在哪裡 只要有你在    | 渡邊陽          | 岩田義彦         | 岩田義彦                   | 村田峻治                   |
| 21                  |          | 啊！我成為魔族也可以嗎？     | 上江洲誠        | 遠藤廣隆         | 遠藤廣隆                   | 清水裕輔                   |
| 22                  |          | 啊！女神的告白               | 花田十輝        | 木村隆一         | 合田浩章                   | 豬股雅美                   |
| 23                  |          | 啊！繽紛的命運               | 青島崇          | 瀨藤健嗣         | 瀨藤健嗣                   | 松原秀典 合田浩章 豬股雅美 |
| 24                  |          | 啊！喜歡是震搖心靈之歌       | 渡邊陽          | 合田浩章         | 合田浩章                   | 合田浩章                   |

### 播放單位
日本深夜動畫：下文記載的日本国内播放時間使用日本標準時間（UTC+9）表示。因為部分時間标识會採用30小时制，因此請留意这类超过24:00的时间，其實際播放時間為翌日清晨。
| 播放電視台         | 播放日期                                      | 播放時間（UTC+9）                     | 所屬聯播網      | 備註                  |
| 第一季             | 第一季                                        | 第一季                                | 第一季          | 第一季                |
| ------------------ | --------------------------------------------- | ------------------------------------- | --------------- | --------------------- |
| 東京放送           | 2005年1月6日 - 7月7日                         | 星期四 25:55 - 26:25                  | TBS系列         | 製作局                |
| TBS頻道            | 2005年1月12日 - 7月13日                       | 星期四 21:30 - 22:00                  | CS放送          |                       |
| 北海道放送         | 2005年1月16日 - 3月27日 2005年4月2日 - 7月9日 | 星期日 6:00 - 6:30 星期六 6:00 - 6:30 | TBS系列         |                       |
| Kids Station       | 2005年4月12日 - 9月20日                       | 星期二 24:00 - 24:30                  | CS放送          | 有重播時段            |
| BS-i               | 2005年10月13日 - 2006年4月13日                | 星期四 24:30 - 25:00                  | TBS系列、BS放送 | 畫面顯示規格為16:9    |
| 第二季：各自的羽翼 |                                               |                                       |                 |                       |
| 東京放送           | 2006年4月6日 - 9月14日                        | 星期四 25:55 - 26:25                  | TBS系列         | 8月17日、24日暫停播出 |
| 毎日放送           | 2006年4月22日 - 9月30日                       | 星期六 26:25 - 26:55                  | TBS系列         | Anime Shower 第2部    |
| BS-i               | 2006年4月27日 - 9月28日                       | 星期四 25:00 - 25:30                  | TBS系列、BS放送 | 畫面顯示規格為16:9    |

| 播放地區          | 播放電視台 | 播放日期                     | 當地播放時間                                       | 所屬聯播網 | 備註     |
| 第1季             | 第1季      | 第1季                        | 第1季                                              | 第1季      | 第1季    |
| ----------------- | ---------- | ---------------------------- | -------------------------------------------------- | ---------- | -------- |
| 臺灣              | Animax     | 2008年3月1日 - 5月24日       | 星期六 21:00-22:00                                 | 有線電視   | 二集連播 |
| 香港              | J2         | 2009年1月29日 - 5月14日      | 星期三、四 23:30-23:55 4月23日起 星期四23:30-23:55 |            |          |
| 第2季：各自的羽翼 |            |                              |                                                    |            |          |
| 臺灣              | Animax     | 2008年5月31日 - 8月16日      | 星期六 21:00-22:00                                 | 有線電視   | 二集連播 |
| 香港              | Animax     | 2008年12月1日 - 2009年1月8日 | 星期一至五 21:00-21:30                             |            |          |
| 香港              | J2         | 2009年5月21日 - 6月30日      | 星期四 23:30-23:55                                 |            |          |

### 特別篇
《幸運女神 戰鬥之翼》為2007年幸運女神即將邁入連載20周年的特別OVA，總共分上下話，是把有關食天使獸的部份OVA化，而食天使獸的外型也與漫畫中不同。
故事內容講述天界遭到食天使獸攻擊，有最強女戰神之稱的單翼天使－凜德決定來到人間保護蓓兒丹娣等人，但天使被掠奪的事件仍持續發生，凜德和螢一倒底要如何救出面臨生命危險的女神們，幕後操縱者的目的又是甚麼。
工作人員
- 原作：藤島康介（講談社 月刊「アフタヌーン」連載）
- 監督：合田浩章
- 人物設計：松原秀典
- 系列構成：合田浩章／渡邊陽
- 音樂：濱口史郎
- 音響監督：岩浪美和
- 音響製作：HALF H・P STUDIO
- 動畫製作：AIC

配音員
- 森里螢一：菊池正美
- 蓓兒丹娣：井上喜久子
- 兀兒德：冬馬由美
- 詩蔻蒂：久川綾
- 佩歐絲：佐久間玲
- 凜德：伊藤美紀

#### 主題曲（特別篇）
片頭曲「愛之星（愛の星）」
片尾曲
塡詞：Manami Watanabe，作曲・編曲：Yoshiaki Dewa，主唱：樹海(SISTUS RECORDS)

#### 各話列表（特別篇）
| 話數 | 日文標題 | 中文標題           | 劇本   | 分鏡     | 演出     | 作畫監督        |
| ---- | -------- | ------------------ | ------ | -------- | -------- | --------------- |
| 1    |          | 啊！單翼天使的降臨 | 渡辺陽 | 合田浩章 | 合田浩章 | 猪股雅美        |
| 2    |          | 啊！兩人共享喜悅   | 渡辺陽 | 合田浩章 | 合田浩章 | 原修一 大杉尚広 |

### OAD
作为日文版的限定版单行本营销计划而推出。2011年2月，日文單行本第42卷附贈新出的幸運女神OAD
《永远的两人》 （页面存档备份，存于）。同年9月，随日文单行本43卷附贈了第二話OAD《Hunters & Hunters》。2013年8月，随日文單行本46卷附贈了第三話OAD《DIVE! LIVE! LOVE!》。
OAD中的剧情皆为原创，并未在漫画中出现。

#### 剧情简介（OAD）
OAD1：永远的两人（いつも二人で）
曾为萤一与蓓兒丹娣带来过美好回忆的「富津游乐园」即将闭园停业，两人决定在开园的最后一天再去一次。被邀约的蓓兒丹娣开始无意识地向周围散播幸福能量。当日，两人一边慰问游乐园中的游乐设备们一边享受着约会，完全没有注意到在异常散播的幸福能量背后大魔界長－希爾德正執行的計畫。
OAD2：Hunters & Hunters（ハンターズ&ハンターズ）
某日两位双胞胎新人女神突然闯进了他力本愿寺，她俩的名字是艾露（エイル）和莎加（サーガ）。她们此行的目的是向蓓兒丹娣发起“赶海”的挑战，而将“赶海”误会成普通的海边玩耍的螢一希望能帮助蓓兒丹娣，螢一也藉此好好地体验了一回天上界的“赶海”大会。
顺便一提，虽然天上界的“赶海”也是在“海边”举行，不过赶的可是以怪物外形现身的“世界樹－尤格特拉希尔（Yggdrasil）”的系统BUG。
OAD3：DIVE! LIVE! LOVE!
本話接續OAD2，雙胞胎實習女神艾露（エイル）和莎加（サーガ）終於晉升為正式女神，於助人女神事務所工作所接到的第一個委託是：『希望能將自己的心意傳達給一見鍾情的女生』。沒有戀愛經驗的她們決定找蓓兒丹娣們求救，以代理的方式完成委託的任務。
本次的委託人-島野優希，對搖滾樂社的古河麻里子學姐一見鍾情，為與之交往而開始玩吉他，並寫了一首曲子傳達自己的愛意。為實現優希的願望，蓓兒丹娣(鍵盤)、兀兒德(吉他)、詩蔻蒂(爵士鼓)、森里螢一(貝斯)組成女神樂團，希望這首充滿愛意的曲子能打動麻里子學姐的心。

#### 工作人员（OAD）
- 导演 - 合田浩章
- 脚本 - 待田堂子
- 角色设计 - 松原秀典
- 美術監督 - 宮本实生
- 色彩監督 - 松山愛子
- 撮影監督 - 荻原猛夫
- 编辑 - 右山章太
- 音楽 - 濱口史郎
- 音響監督 - 岩浪美和
- 制作人 - 角谷謙二、鈴木直之、槙本裕紀
- 动画制作 - AIC
- 动画制作协助 - A.P.P.P.（Another Push Pin Planning（日语：アナザープッシュピンプランニング））
- 出品 - 讲谈社、Bandai Visual

#### 主題歌（OAD）
片頭曲：
- 《everlasting》

作詞 - Satoshi Yaginuma、yuki-ka / 作・編曲 - Satoshi Yaginuma / 歌 - fripSide
插曲/片尾曲：
- 《This Love》

作詞・作曲 - TERMINATORS / 編曲 - TERMINATORS、浜田ピエール裕介 / 歌 - ベルダンディー（井上喜久子）
三女神mix、蓓兒丹娣mix、兀兒德mix、詩寇蒂mix版收錄於CD專輯中。

#### 对应日文限定版单行本一览（OAD）
| 漫画卷数 | 话数  | 日文标题          | 中文标题          | 脚本     | 分镜     | 演出     | 总作画監督          | 作画監督                  |
| -------- | ----- | ----------------- | ----------------- | -------- | -------- | -------- | ------------------- | ------------------------- |
| 第42卷   | 第1話 |                   | 永远的两人        | 待田堂子 | 小寺勝之 | 木村隆一 | 石井ゆみこ 野道佳代 |                           |
| 第43卷   | 第2話 |                   | Hunters & Hunters | 待田堂子 | 島津裕行 | 合田浩章 | 猪股雅美            | 立川聖治 諸石美雪         |
| 第46卷   | 第3話 | DIVE! LIVE! LOVE! |                   | 待田堂子 | 合田浩章 | 合田浩章 | 猪股雅美            | 立川聖治、鈴木勇 諸石美雪 |

#### WEB广播（OAD）
《井上喜久子的我的女神RADIO》（井上喜久子のああっ女神さまっRADIO）
是于官方网站及NICONICO动画上播出的促进OVA销售的网络广播。主持人是井上喜久子，主持人助手是佐佐木望。
第0回于2010年11月25日公开。第1回于2010年12月10日公开、特约嘉宾为久川綾。第2回，2010年12月24日，特约嘉宾为冬馬由美。第3回，2011年1月10日。第4回，2011年1月24日。第5回，2011年2月10日。第6回最終回，2011年2月25日。

## CD
- ［アルバム］ああっ女神さまっ（1991年3月13日發售，MECH-30005）
  - メルダック版電視劇CD。是動畫版以前的規劃，只是這個CD與現在主要分配角色不同。
- 蓓兒丹娣：日高範子
- 森里螢一：山口勝平
- 兀兒德：松井菜櫻子
- 惠：横山智佐
- 田宮：鹽屋浩三
- 旁白：堀内賢雄

## 電玩遊戲
- 幸運女神（日語：ああっ女神さまっ）

AIC、Studio Orphee製作的PC98系列對應冒險遊戲。1993年3月20日於帕佈雷斯特發售。有千葉智弘、黑田洋介（共同創造劇本），倉田英之（手冊作成）等人參加。後來於Windows95版發行。至於角色聲優與OVA版相同。
1997年12月12日發行PC-FX移植版。由於OVA的分配角色的語音被追加了，森里螢一因為沒有合適的台詞播放機造型，故語音未收錄。
- 幸運女神大猜謎 ～戰鬥之翼～（日語：クイズ ああっ女神さまっ ～闘う翼とともに～）

SEGA製作的街機版猜謎遊戲。稼動時間在2000年6月。WOW Entertainment開發。
Dreamcast移植版於2000年11月30日發行。
- 幸運女神（日語：ああっ女神さまっ）

Marvelous Interactive以PS2平台對應的3D動作冒險遊戲，2007年2月22日發行。
- 其他還有預定在PC Engine、Super Famicon（KSS）等機種發行其它種類的遊戲。但是因為多次宣布發售延期結果製造中止。特別是Super Famicon版因為這個作品發售未定的持續登載在Fami通等的新作發售預定表名單上，成為一個時期發售延期軟件的代名詞。

## 關連項目
- 北歐神話
- 女神
- 諾倫三女神-兀兒德、薇兒丹蒂、詩寇蒂
- 世界之樹（Yggdrasil）
- 柏拉圖式戀愛
- 佐佐木貴賀：前北海道日本火腿鬥士投手，曾在宣傳本上刊載自己的蓓兒丹娣插畫而得到蓓兒丹娣佐佐木的通稱。

## 影響
由於此作品大受歡迎，作者的同胞櫻野みねね便獲得靈感；在1996年4月發表了漫畫守護月天。除了受到很高的評價外，在這段期間更推出了電視動畫；直到2000年2月便結束。